# Bulbophyllum scaberulum
Bulbophyllum scaberulum är en orkidéart som först beskrevs av Robert Allen Rolfe, och fick sitt nu gällande namn av Harry Bolus. Bulbophyllum scaberulum ingår i släktet Bulbophyllum och familjen orkidéer.

## Underarter
Arten delas in i följande underarter:
- B. s. crotalicaudatum
- B. s. fuerstenbergianum
- B. s. scaberulum